# Telepathic
Telepathic è un singolo del gruppo musicale statunitense Starset, pubblicato il 20 settembre 2018 come quarto estratto dal secondo album in studio Vessels.

## Video musicale
Il videoclip è stato pubblicato il 28 aprile 2017 attraverso il canale YouTube del gruppo e mostra una donna svegliarsi confusa in una stanza monitorata costantemente da uno scienziato. Dopo aver individuato una camera computerizzata, nota che qualcosa è stato duplicato e tenterà invano di scappare dalla stanza.

## Tracce
Testi e musiche di Dustin Bates, Daniel Ticotin, Jeff Halavacas e Rob Graves.
1. Telepathic (Acoustic Version) – 3:51
2. Telepathic (Not Your Dope Remix) – 3:37
3. Telepathic – 4:42

## Formazione
Gruppo
- Dustin Bates – voce, programmazione aggiuntiva, chitarra
- Ron DeChant – cori aggiuntivi

Altri musicisti
- Josh Baker – programmazione aggiuntiva
- Paul Trust – programmazione aggiuntiva
- Rob Graves – chitarra
- Joe Rickard – batteria
- Igor Khoroshev – arrangiamento strumenti ad arco e orchestrali
- David Davidson – violino
- David Angell – violino
- Elizabeth Lamb – viola
- Anthony Lamarchina – violoncello

Produzione
- Rob Graves – produzione, ingegneria del suono
- Ben Grosse – missaggio
- Bob Ludwig – mastering
- Mike Plotnikoff – ingegneria del suono, registrazione batteria
- Justin Spotswood – ingegneria del suono
- Bobby Shin – registrazione strumenti ad arco
- Paul Decarli – montaggio digitale
- Josh Baker – pre-produzione aggiuntiva
- Joe Rickard – pre-produzione aggiuntiva
- Shaj Ticotin – pre-produzione aggiuntiva
- Paul Trust – pre-produzione aggiuntiva